# Carex brachycalama
Carex brachycalama là một loài thực vật có hoa trong họ Cói. Loài này được Griseb. mô tả khoa học đầu tiên năm 1879.